# Elatophilus pinophilus
Elatophilus pinophilus är en insektsart som beskrevs av Willis Blatchley 1928. Elatophilus pinophilus ingår i släktet Elatophilus och familjen näbbskinnbaggar. Inga underarter finns listade i Catalogue of Life.